# Ji Yun
Ji Yun (em chinês: 紀昀, pinyin: Jǐ Yún; 1724–1805), também conhecido como Ji Xiaolan (紀曉嵐, Jǐ Xiǎolán) ou Ji Chunfan (紀春帆, Jǐ Chūnfān) foi um bibliotecário-chefe imperial, filósofo, político e escritor chinês. Um estudioso influente da dinastia Qing na China, foi mais conhecido por ter sido o editor-chefe da compilação Biblioteca Imperial de Manuscritos (Siku Quanshu, 四庫全書), a maior antologia da história na China, e autor do Catálogo de Anotações que dela faz parte, na qual fez sinopses e avaliações de mais de 10.000 obras para um cânone ortodoxo da civilização chinesa.
Além de ocupar vários cargos importantes, também se tornou uma personalidade renomada por seu humor e muitas anedotas que foram registradas sobre ele, provavelmente muitas delas fictícias. Ji Yun deixou, além do mais, um livro intitulado Anotações no Estúdio Yuewei (閱微草堂筆記), em que investiga e atesta relatos sobrenaturais, como fenômenos de poltergeist e assombração de espíritos-raposas, possessão e escrita de espíritos que acreditava serem verídicos, e outro livro chamado Wenda Gong Yiji (紀文達公遺集; Coletânea do Lorde Wenda, ou seja, de Ji Yun), que foi editado por gerações posteriores. Ele foi frequentemente mencionado junto a Yuan Mei como o "Nan Yuan Bei Ji" (em chinês: 南袁北紀; literalmente "Yuan do sul e Ji do norte").

## Biografia
Ji Yun nasceu no condado de Xian, na província de Zhili (atual Hebei). Quando ele era jovem, ele era considerado inteligente. Seu pai, Ji Rongsu, era ministro civil e arqueólogo.

### Carreira
Em 1747, Ji Yun alcançou destaque intelectual após ganhar a mais alta distinção nos exames provinciais. Por volta dessa época, aos seus 23 anos de idade, já tinha também reputação como escritor e era conhecida sua busca por renome literário. Vários anos depois, em 1754, obteve o grau de jinshi, após o que ingressou na Academia Hanlin (onde mais tarde desempenharia o grau de orador).
Em 1762, foi designado comissário de educação em Fujian, cargo que assumiu até que precisou interromper em 1764, após a morte de seu pai.  Tornou-se prefeito de Duyunfu em Guizhou em 1768, mas o Imperador o manteve na capital Pequim por considerar seus dotes literários como de melhor serventia.
A carreira de Ji Yun, entretanto, não foi tranquila. Em 1768, tornou-se cúmplice num caso de suborno depois de avisar um cunhado sobre a gravidade das acusações pendentes contra ele, crime pelo qual foi banido para Dihua, no recém-conquistado Turquestão Oriental (Urumchi, predecessor da província de Xinjiang).
Em seu retorno de Xinjiang, Ji foi recebido pelo imperador Qianlong em 1771, quando o governante estava retornando de Jehol para Pequim, e ele recebeu ordens de escrever um poema sobre o retorno dos mongóis de Turgut das margens do Volga. A versão de Ji da inspiradora história do retorno dos exilados mongóis, mais tarde celebrada em inglês pelo poeta Thomas de Quincey (1785-1859) em seu épico Revolta dos Tártaros, encantou o imperador, por quem ele se tornou um poeta laureado não oficial e teve seu cargo de compilador restaurado. O trabalho de compilar o Siku Quanshu foi sua recompensa.
Um ano depois, Ji Yun foi perdoado de sua sentença e, em sua viagem de volta em 1771, ele escreveu um relato de viagem destilado em 160 poemas intitulado Xinjiang zalu (新疆杂录; Versos variados sobre Xinjiang). Esta continua a ser uma das fontes mais úteis em chinês sobre a vida na província de Xinjiang no final do século XVIII.
Por seu trabalho, Ji Yun recebeu ao longo dos anos diversas honras em promoções, presentes e privilégios de isenção por erros editoriais. Tornou-se bibliotecário da grande biblioteca Wenyuan Ge após ela ter sido erguida no palácio em 1776, até 1788, quando o posto foi extinto. Foi nomeado presidente do gabinete de Censura de 1785 a 1787, e de 1791 a 1796; além de presidente do Comitê de Guerra no primeiro ano do reinado do Imperador Jiaqing (1796); também foi presidente do Comitê de Cerimônias (1787-1791; 1797-1805). Recebeu honras especiais no seu aniversário de 80 anos. Em 1805, foi nomeado Grande Secretário assistente, mas faleceu dias depois.
Durante seus últimos anos, Ji Yun tornara-se um dos três grandes escritores de contos estranhos na dinastia Qing (os outros dois foram Pu Songling e Yuan Mei). O gênero do estranho era relacionado aos seguintes subgêneros de contos clássicos: zhiguai (relatos do estranho), chuanqi (histórias de maravilhas) e biji (anotações aleatórias).
Ji Yun morreu em 1805, aos 81 anos. Foi canonizado como Wenda. Ele era um ávido fumante de tabaco, que era famoso por usar cachimbo. Foi um gourmet entusiasmado, com um gosto especial por carne de porco gordurosa e chá forte, e não gostava de alimentos básicos ricos em amido, como arroz, batata, trigo e milho. Ele amava as mulheres e teve muitas concubinas ao longo de sua vida. Conta-se que ele consumava com cinco mulheres diferentes todos os dias. Ele raramente andava em liteiras e preferia caminhar.

## Conquistas
- 1747 - Classificado como graduado provincial número um (鄉試解元)
- 1754 - Classificado como número um no exame do palácio (中進士)
- 1773 - Editor-chefe do Siku Quanshu, a maior coleção de livros da história chinesa
- 1796 - Ministro de Guerra (兵部尚書)
- 1797 - Ministro do Pessoal (吏部尚書)

## Obras
Ji Yun era conhecido pela obra-prima de sua realização editorial do período Qing, Siku quanshu, chefiando a edição desta enorme obra juntamente com Lu Xixiong, em conformidade com um édito imperial emitido pelo Imperador Qianlong. Eles acessaram fontes da biblioteca palaciana; da enciclopédia Yongle; além de livros de colecionadores particulares, autoridades e outros documentos recebidos por ordens imperiais. Junto aos outros editores do projeto de compilação, Ji Yun empregava o método empírico de crítica literária, e profissionalmente buscava expurgar fraudes e textos espúrios do cânone literário chinês. Até hoje, seu Catálogo de Anotações, anexado ao compêndio, tem valor de consulta para sinólogos.
É característica a cautela acadêmica que Ji Yun demonstrou no projeto, por exemplo ao ter enumerado os antigos métodos de adivinhação, porém sem afirmar a favor deles, considerando-os meramente como práticas menores do Tao; o compêndio realizou a distinção moderna entre os campos da astronomia e matemática, separados daquele da astrologia e mântica meteorológica. Porém nas publicações posteriores das Notas Aleatórias, Ji Yun se demonstrava entusiasmado com as práticas de adivinhação e histórias sobrenaturais, e considerava possível a obtenção de resultados verdadeiros de auspícios. Também investigava a escrita de espíritos e outras produções, distinguindo eficiência de seus realizadores.

### O estranho e sobrenatural
Entre 1789 e 1798, Ji Yun publicou cinco coleções de contos sobrenaturais e, em 1800, os cinco volumes foram produzidos sob o título coletivo Yuewei Caotang Biji (閱微草堂筆記; "Notas do Estúdio Yuewei", em referência à morada siheyuan habitada por Ji Yun, ou traduzido literalmente de outra forma como Notas da Cabana de Palha para se Examinar o Sutil, dentre outros títulos). Ele continha mais de 1200 contos sobrenaturais, baseados em testemunho próprio ou de seus amigos e conhecidos. Reunindo histórias que havia lembrado ou registrado por anos, elas incluíam relatos sobre espíritos de mortos, espíritos-raposas, jornadas ao reino dos mortos, possessão demoníaca de pessoas e objetos, em meio a narrativas sobre reencarnação, retribuição, premonições e fenômenos do leito de morte. O conteúdo revela elementos de sua crença pessoal, em que anotações, opiniões e explicações em meio às narrativas evidenciam a convicção do filósofo por uma moralidade baseada em causa e efeito, e sobre a interconexão do universo e a proximidade do mundo espiritual e material. Ele tentava fazer uma "investigação de princípios", elaborando teorias e especulações gerais, a partir daquilo que os fenômenos espirituais apresentavam.

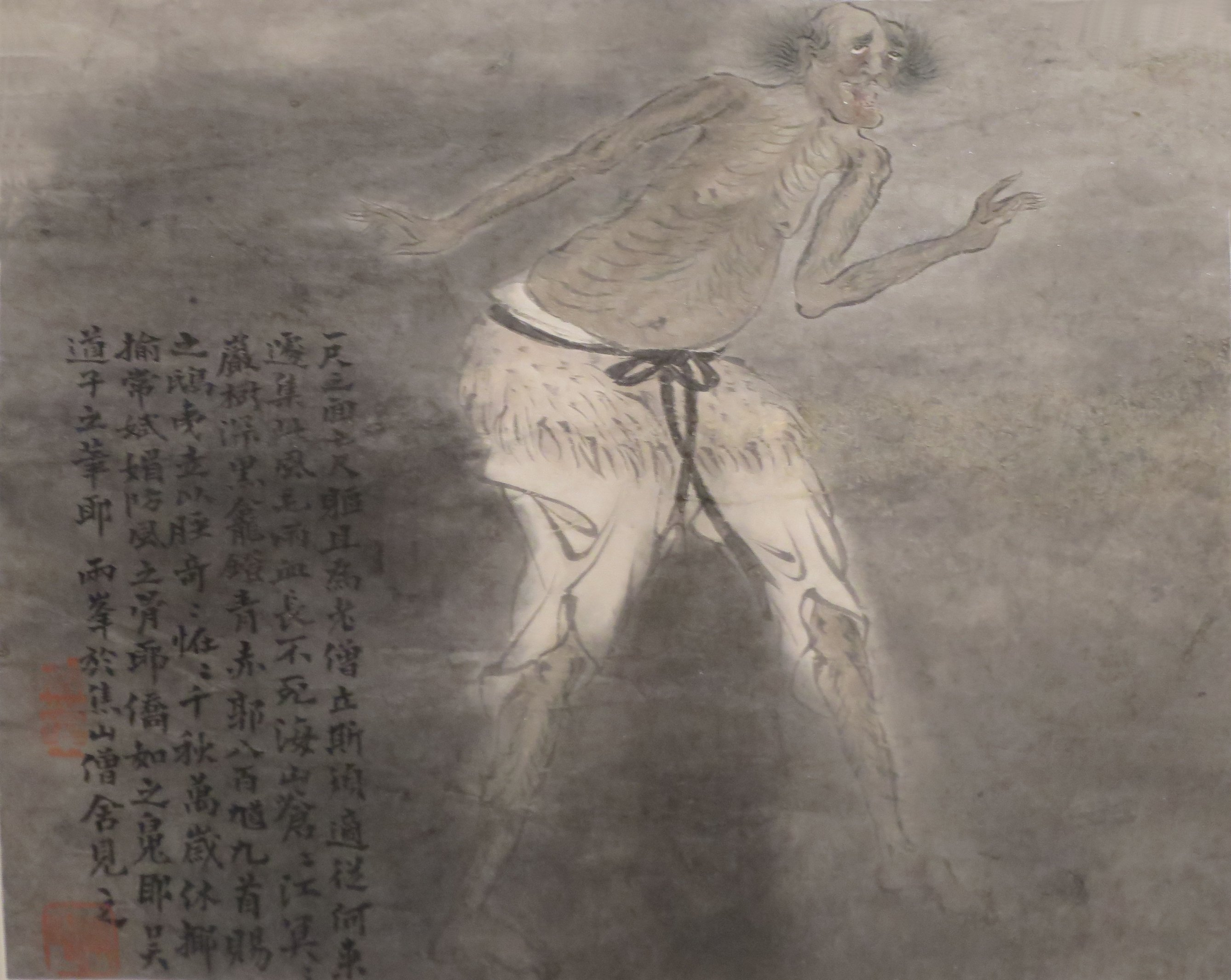
Figura sobrenatural no Álbum de Pinturas de Fantasmas (século XVIII) de Luo Ping

Havia uma voga da chamada "conversas de fantasma e raposa" durante o reinado de Qianlong, a qual ocupava a atenção e escritos de diversos literatos como Ji Yun, que se dedicaram a narrativas de histórias estranhas. Entre todas as coletâneas da época, o livro de Ji Yun contém o maior número dessas narrativas. Ji Yun também foi influenciado pelo beletrismo, pois havia formado junto a outros amigos escritores um círculo literário em que realizaram encontros e trocas de poemas por anos, a partir de 1748. Seu gosto por histórias sobrenaturais também provinha de antepassados da família, principalmente de seu pai.
O livro de Ji Yun é usado como uma importante fonte que indica que um dos passatempos favoritos da elite era a prática da escrita de espíritos (fuji); nele, conta sobre mais de um especialista da prática, e afirma que seu pai podia distinguir se a entidade era um imortal ou um fantasma comum. Ele relata ter presenciado poemas proféticos de escrita de espíritos, e inclusive uma pintura que teria previsto uma cena que ele vivenciou posteriormente.
No auge do sobrenaturalismo, estava ocorrendo também um movimento contrário de antisuperstição que caracterizou o "Iluminismo" chinês do século XVIII: pensadores racionalistas como Qian Daxin e Hong Liangji pertenciam ao círculo Ji Yun, porém criticavam crenças e práticas sobrenaturais.

Ji Yun afirmava que fraudes eram muito comuns nesse campo, porém admitia que a previsão do futuro poderia ocorrer em alguns casos bem sucedidos, verificados posteriormente. Ele desenvolveu uma teoria filosófica que tentava explicar de forma racional como a manifestação de informação por oráculos e espíritos era dependente do fator humano, de forma a conciliar destino e predestinação com a responsabilidade humana. Para isso, reformulou o antigo conceito de ling (poder numinoso ou espiritual) para a explicação da adivinhação, centralizando-o na mente dos humanos vivos: afirmou que os oráculos eram objetos imateriais sem ling próprio, mas que, com a atuação do ling dos humanos e do qi universal, ocorria a eficácia e surgia o sentido, auspicioso ou inauspicioso. Também assim na interação com espíritos, que segundo ele se utilizam do ling de médiuns. Segundo Michael Lackner, essa explicação psicológica se assemelha à de Carl Jung em suas teorias para o inconsciente e a sincronicidade. Ji Yun escreveu:
"O que chamamos de espíritos não são por si só, mas dependem dos humanos. As varetas de milefólio [usadas para a divisão de I Ching] e os cascos de tartaruga são madeira seca e ossos podres, mas a capacidade de conhecer o que é auspicioso e o que é desfavorável depende nos humanos para fazê-los dormir. (...) Parece que os espíritos se comunicam com o que a mente aventa, e as imagens formam presságios a partir daquilo pelo que os mecanismos do qi vieram à existência. Essas questões seguem o mesmo princípio de dividir as varetas de milefólio e aquecer a carapaça da tartaruga: parece ser um milagre, mas (de fato) não é"
Porém, isso não significava que, para Ji Yun, os espíritos e outros fenômenos sobrenaturais não existiam, mas apenas que a percepção e manifestação dos fenômenos era condicionada de acordo com a mente humana. Ele próprio afirmava já ter enxergado fantasmas: "No entanto, tenho visto frequentemente com meus próprios olhos os traços físicos de fantasmas que retornam. Os fantasmas e espíritos são confusos e obscuros, e quando você realmente pensa sobre isso, você não entende como eles são".
Ele também sugeriu a teoria de que vários espíritos apareciam servindo sob um mesmo nome, geralmente de uma alegada divindade. Ji Yun considerava, além do mais, a especificidade cultural sobre os fenômenos estranhos e sobrenaturais: ele especula se cada nação possui seu reino dos mortos distinto, pois os relatos que coletara de jornadas espirituais apenas indicavam espíritos chineses; e na região de Xinjiang, apontou a existência de uma variante folclórica única, em que os espíritos-raposa não eram vistos como monstros.
Ji Yun realizou a mais sistemática descrição e análise na literatura chinesa sobre a natureza e evolução espiritual dos espíritos-raposas, elaborando-lhes uma teoria do desenvolvimento, afirmando que eles eram seres com vários graus de progresso e melhoramento, que se humanizavam cada vez mais e se transformavam em contato com os homens e a cultura. Para isso se baseou na etnografia de vários contos de espíritos-raposa e investiga seus relatos, dando uma explicação que, segundo Rania Huntington, se assemelha àquela dos seres elementares de Paracelso para sua natureza como seres intermediários: indicou seu caráter de trickster e seres mutáveis, que podem se encontrar em vários estágios, mas que adquirem cultura e forma humana.
Com intenção moralista, ele escrevia convicto sobre a intervenção espiritual de acordo com propósitos e fundamentava o conteúdo didático que os contos ensinavam. Os racionalistas confucianos proibiam a consulta de espíritos e escrever sobre o sobrenatural, e por isso Ji Yun se colocou contrário a eles, denunciando o neoconfucianismo. Em uma quadra, ele escreveu:

"As causas e efeitos cármicos são provados sem sombra de dúvida, 

Uma carroça cheia de fantasmas reunidos em anotações desconexas. 

Que a palavra seja passada aos discípulos de Cheng-Zhu: 

O colecionador de anedotas não pertence à companhia dos confucionistas."

## Mansão
A mansão em que Ji Yun viveu durante os últimos trinta anos de sua vida fora originalmente a residência do General Yue Zhongqi (1686–1754), o descendente da décima primeira geração do renomado anti-Jurchen Jin, leal à dinastia Song e general Yue Fei, que é uma das figuras mais renomadas da história chinesa. Ji Yun viveu na mansão durante trinta anos e várias características da habitação que o visitante ainda hoje pode ver estão associadas a ele. Diz-se que uma árvore no jardim tem mais de duzentos anos. Poucos itens originais da época de Ji Yun permanecem na casa, mas o zelador afirma que a escrivaninha e o espelho do escritório principal são itens originais. O espelho de vidro com moldura de madeira zitan é um dos primeiros espelhos produzidos com tinta com chumbo na China.
Após a morte de Ji Xiaolan, seus descendentes alugaram metade do complexo da mansão para Huang Antao (1777-1847), um estudioso jinshi, estudioso e poeta de Hanlin, como Ji Yun. Huang era um calígrafo renomado; várias das suas peças caligráficas integram o acervo do Museu do Palácio.

## Cultura popular
Ji, interpretado por Zhang Guoli, é o personagem titular da série de TV da China continental O Eloquente Ji Xiaolan. A série gira principalmente em torno de Ji, seu rival Heshen (retratado por Wang Gang ), o Imperador Qianlong (retratado por Zhang Tielin), juntamente com eventos judiciais na dinastia Qing. Ao contrário do magro Zhang, no entanto, o verdadeiro Ji Yun era conhecido por ser obeso.